# Nilgiripiplärka
Nilgiripiplärka (Anthus nilghiriensis) är en hotad fågel i familjen ärlor som enbart förekommer i sydvästra Indien.

## Kännetecken

### Utseende
Nilgiripiplärkan är en 17–17,5 lång, rikt färgad och kraftigt streckad piplärka. På huvudet syns ett brett beige till vitaktigt ögonbrynsstreck och mörkare beige örontäckare. Hjässan och ovansidan är olivbrun eller varmt gråbrun med gröngul anstrykning. Från hjässa till mantel och skapularer syns kraftig svartbrun streckning, från rygg till övre stjärttäckare gråbrun streckning. Vingen är mörkbrun med två vita vingband och även stjärten är mörkbrun. Den är beigefärgad på strupe, bröst och flanker, ljusare på buken. Svartbrun streckning syns på flankre och bröst. Ögat är mörkbrunt, näbben svart och benen ljusskära eller gulskära. Till skillnad från alla andra piplärkor i området saknar den mustaschstreck.

### Läten
Sången inleds svagt men accelererar till en drill och avslutas plötsligt. Lätet beskrivs som ett svagt "see see".

## Utbredning och systematik
Fågeln lever i bergiga gräsmarker i Kerala och västra Tamil Nadu i sydvästra Indien. Den behandlas som monotypisk, det vill säga att den inte delas in i några underarter.

## Status och hot
Nilgiripiplärkan har en liten världspopulation på under 20.000 häckande individer. Dess levnadsmiljö är kraftigt fragmenterat och försämras i kvalité, vilket tros påverka beståndet negativt. Internationella naturvårdsunionen IUCN betraktar den som hotad och placerar den i kategorin sårbar.

## Namn
Nilgiri är namnet på en bergskedja i sydvästra Indien.